# Sorribes (Gósol)
Sorribes es una entidad de población española del municipio de Gósol, perteneciente a la provincia de Lérida, en la comunidad autónoma de Cataluña. En 2023, la entidad singular de población tenía empadronados trece habitantes.